# ロールス・ロイス・15HP

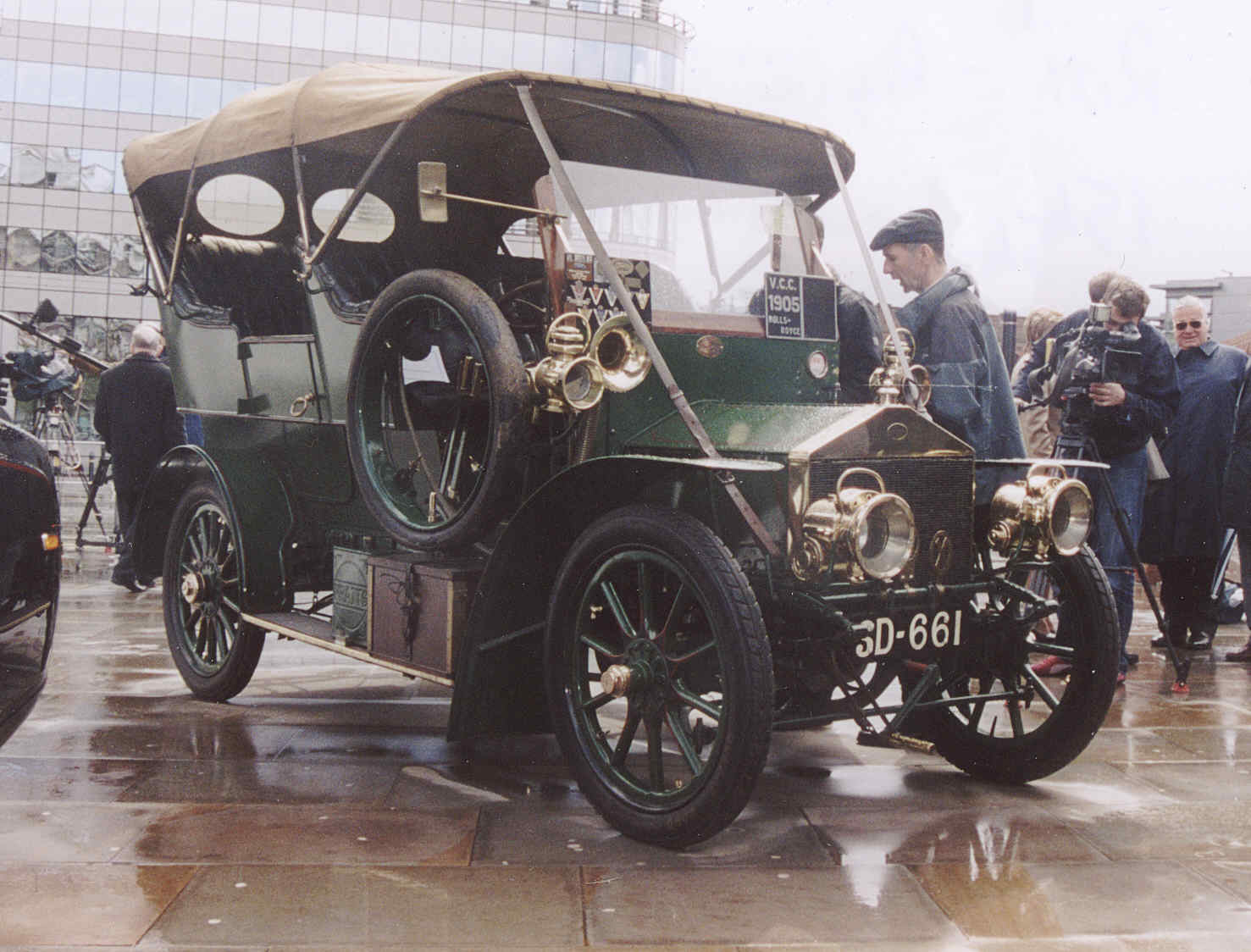
15hp

15HPはF・H・ロイス（後のロールス・ロイス）が1904年に試作し1905年に製造した乗用自動車である。
ロイス・10HPを評価したチャールズ・ロールズとフレデリック・ヘンリー・ロイスとの契約により、以後ロイスが製造した車両はロールス・ロイスブランドでC・S・ロールズが独占販売することとなった。またチャールズ・ロールズの要請により多気筒車が設計されることになり、2気筒の10HPをほぼそのまま3気筒化した15HPが企画された。内径を僅かに拡大した内径4in(約101.6mm)×行程5in(約127mm)、3,089ccエンジンは10HPと共通部品が非常に多く、試作車は1904年中に完成した。
トランスミッションは3速MT、ホイールベースは103in(約2616.2mm)。
しかし20HPとの間で個性と特徴のないモデルとなってしまい、6台の少数生産に終わった。